# 克莱蒙特 (艾奥瓦州)
克莱蒙特（Clermont），美国艾奥瓦州费耶特县城市，位于该县东北部。总人口632(2010年)。